# Jerod Ward
Jerod Davanta Ward (Jackson, 5 maggio 1976) è un ex cestista statunitense, professionista in Europa e in Giappone.

## Palmarès
- McDonald's All-American Game (1994)
- CBA All-Rookie First Team (1999)